# Капітанець Іван Матвійович
Іван Матвійович Капітанець (нар. 10 січня 1928, хутір Неклюдовка, тепер Кашарського району Ростовської області, Росія — 25 вересня 2018, місто Москва) — радянський військово-морський діяч, 1-й заступник головнокомандувача ВМФ СРСР, командувач Камчатської військової флотилії, командувач Балтійського і Північного флотів, адмірал флоту (4.08.1988). Кандидат у члени ЦК КПРС у 1986—1990 роках. Депутат Верховної Ради СРСР 11-го скликання. Почесний академік Академії військових наук (1995). Дійсний член Академії геополітичних проблем (2001).

## Життєпис
Народився в селянській родині. У 1945 році закінчив середню школу в селі Кашари Ростовської області.
На військово-морській службі з 1946 року. У 1946—1950 роках — слухач Каспійського вищого військово-морського училища.
Після закінчення училища направлений на Північний флот, служив командиром БЧ-2 (артилерійська бойова частина) на есмінці «Грозний», з 1951 року — командир БЧ-2 есмінця «Окрильонний», в 1953—1956 роках — старший помічник командира есмінця «Окрильонний».
Член КПРС з 1952 року.
У 1957 році — слухач Вищих спеціальних офіцерських класів ВМФ в Ленінграді.
З 1957 року — командир есмінця «Отривістий», з 1958 по 1961 рік — командир есмінця «Острий» Північного флоту. У 1958 році виконував бойові завдання щодо забезпечення повітряних випробувань ядерної зброї на Новоземельському полігоні.
У 1961—1964 роках — слухач Військово-морської академії.
У 1964—1966 роках — начальник штабу 176-ї бригади кораблів резерву Північного флоту.
У 1966—1968 роках — командир 170-ї окремої бригади ескадрених міноносців Північного флоту. Під час арабо-ізраїльської війни в жовтні 1967 році прийняв на борт десант морської піхоти і по тривозі висунувся до узбережжя Сирії на випадок прориву ізраїльських військ углиб країни і евакуації радянських громадян.
У 1968—1970 роках — слухач Військової академії Генерального штабу Збройних сил СРСР імені Ворошилова.
У 1970—1973 роках — начальник штабу — заступник командира 5-ї Середземноморської ескадри ВМФ СРСР.
У 1973—1978 роках — командувач Камчатської військової флотилії Тихоокеанського флоту.
У 1978 — 12 лютого 1981 року — 1-й заступник командувача Балтійського флоту.
12 лютого 1981 — лютий 1985 року — командувач Балтійського флоту.
У лютому 1985 — березні 1988 року — командувач Північного флоту.
У березні 1988 — 1992 року — 1-й головнокомандувача Військово-морського флоту СРСР. У 1992 році — член Державної комісії зі створення Міністерства оборони Російської Федерації.
З 1992 року — у відставці в Москві.
У 1994—1996 роках — заступник директора Державного морського центру при уряді Російської Федерації.
Працював також в Академії військових наук, з 2000 року — голова морського відділення Академії, почесний академік Академії військових наук (1995). Дійсний член Академії геополітичних проблем (2001).
З 2008 рокуроку — провідний аналітик Управління генеральних інспекторів Міністерства оборони Російської Федерації.
У 2013—2015 рокахроку — член наукової ради при Раді Безпеки Російської Федерації.
Автор книг «На службі океанського флоту», «Війна на морі», «Військово-морська наука і сучасність» та інші.
Помер 25 вересня 2018 року. Похований в Москві на Троєкуровському цвинтарі.

## Військові звання
- контрадмірал (1972)
- віцеадмірал (1975)
- адмірал (17.02.1982)
- адмірал флоту (4.08.1988)

## Нагороди
- орден Леніна (1975)
- орден Жовтневої Революції
- орден Нахімова І ст. (1981)
- орден Червоної Зірки (1967)
- орден «За службу Батьківщині у Збройних Силах СРСР» ІІІ ст. (1988)
- орден Мужності (Російська Федерація) (1996)
- орден «Во славу флоту російського» І ст.
- медаль «За бойові заслуги»
- медалі